# Nguyễn Cận
Nguyễn Cận (1920-1999) là một sĩ quan cấp cao của Quân đội nhân dân Việt Nam, hàm Đại tá. Ông nguyên là Trung đoàn trưởng Trung đoàn 57 thuộc sư đoàn 304, là đơn vị tiếp quản Hà Nội đầu tiên vào ngày 9 tháng 10 năm 1954., nguyên Phó tư lệnh kiêm Chủ nhiệm phòng không-Quân khu 4, nguyên tư lệnh sư đoàn 341B, nguyên Tư lệnh Binh đoàn 318 dầu khí của Bộ Quốc phòng.

## Thân thế sự nghiệp
- Ông sinh năm 1920, tại thôn Liễu Nha, xã Thanh Lâm, huyện Thanh Chương, tỉnh Nghệ An. Từ nhỏ ông đã có nền tảng học vấn khá tốt, sau ông theo học tại trường Quốc Học ở Vinh. Năm 1945, Cách mạng tháng 8 bùng nổ, ông tham gia Vệ quốc đoàn, trở thành tiểu đội trưởng trong Chi đội Đội Cung, tiền thân của Trung đoàn 57 sau này. Trong tiểu đội ông bấy giờ có một liên lạc viên mới 17 tuổi, tên là Lê Hoàng Thống, chính là Trung tướng Lê Nam Phong sau này.[3]
- Cuối năm 1946, quân Pháp nổ súng tái chiếm Đông Dương. Chi đội Đội Cung trở thành đơn vị vũ trang tập trung đầu tiên của Khu 4, sau của cả Liên khu 4, cuối năm 1948 được tổ chức lại thành Trung đoàn 57. Ông cùng đơn vị tham gia chiến đấu nhiều trận, thăng dần lên Trung đội trưởng, Đại đội trưởng. Năm 1950, Đại đoàn 304 được thành lập, gồm Trung đoàn 9, 66 và 57[4]. Bấy giờ ông là Tiểu đoàn trưởng Tiểu đoàn 418, thuộc Trung đoàn 57.[5]
- Năm 1954, ông là Trung đoàn trưởng Trung đoàn 57, tham gia trận Điện Biên Phủ, chỉ huy đơn vị bao vây cứ điểm Hồng Cúm[6]. Sau khi Hiệp định Genève, 1954 được ký kết, ông được lệnh cùng đơn vị tiến vào tiếp quản Hà Nội ngày 9 tháng 10 năm 1954[7]
- Ngay sau khi tiếp quản Hà Nội, do có kiến thức văn hóa cao so với mặt bằng bấy giờ, ông được phân công đi học về pháo phòng không. Khi Đại đoàn Pháo cao xạ 367 được thành lập, ông được cử làm Trung đoàn trưởng Trung đoàn 689. Ông được phong quân hàm Trung tá trong đợt phong hàm chính quy đầu tiên.
- Đầu năm 1965, ông được điều về Bộ Tư lệnh Đoàn 559, giữ chức Tham mưu phó phòng không[8]. Đến đầu năm 1967, ông lại được điều về Quân khu 4, giữ chức vụ Phó tư lệnh kiêm Chủ nhiệm phòng không, hàm Thượng tá. Năm 1974, ông được thăng Đại tá.
- Năm 1976, theo chỉ thị của Trung ương, sư đoàn 341B được thành lập[9], phụ trách việc xây dựng đường sắt Thống Nhất. Ông được cử làm Tư lệnh sư đoàn.
- Cuối năm 1979, ông được điều vào Vũng Tàu, làm Tư lệnh Binh đoàn 318 Dầu khí – Bộ Quốc phòng. Binh đoàn có quân số khoảng từ 1 đến 2 vạn người, có vị trí và quyền hạn như một quân đoàn.[2]

## Gia đình
- Ông cố nội: Nguyễn Đức Lân, năm Tự Đức thứ 20 đậu Cử nhân khoa Đinh Mão (1860).
- Cha: Nguyễn Văn Chính đậu Giải nguyên năm Duy Tân thứ 6 khoa Nhâm Tý (1912).
- Anh ruột ông là Nguyễn Côn, về sau giữ các chức vụ Phó Thủ tướng Chính phủ, Bộ trưởng Bộ Cơ khí và Luyện kim, Trưởng ban Kinh tế Trung ương.[10]